# Кольраби
Кольра́би — овощная культура, один из культурных сортотипов вида Капуста огородная. Ранее выделялась как самостоятельный ботанический таксон в ранге разновидности — Brassica oleracea var. gongylodes L. При современном подходе в соответствии с правилами МКБН корректным названием группы сортов является Brassica oleracea Gongylodes Group.

## Этимология
Название овоща можно перевести как «капуста-репа», происходит от нем. Kohlrabi, от Kohl — «капуста» и Rübe (в швейцарско-немецком диалекте Rabi) — «репа». Итальянское название (с тем же значением «капустная репа») — cavolo rapa.

## Распространение и экология

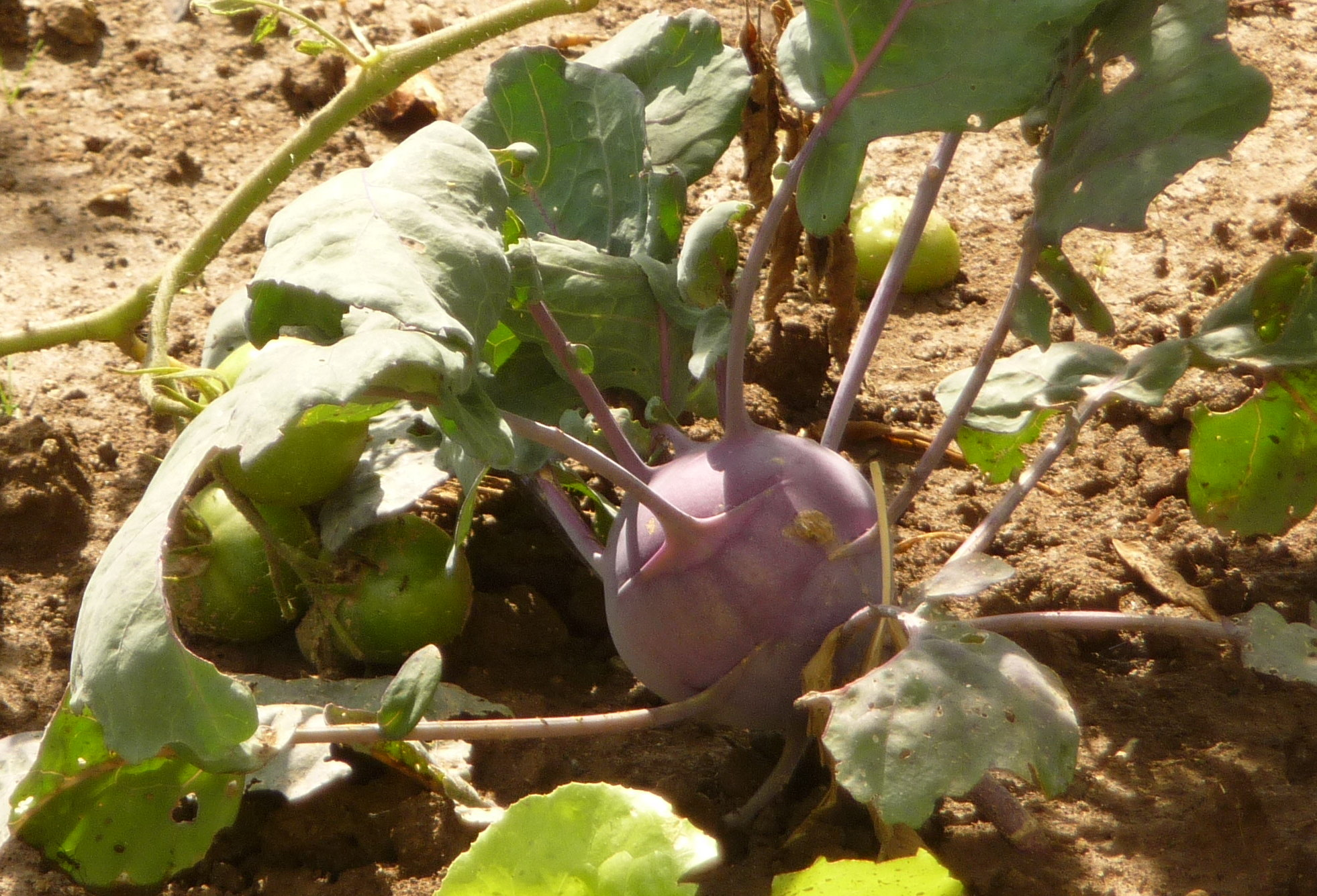
Красностебельный сорт кольраби

Местом происхождения считается восточное Средиземноморье. В культуре широко известна со времён Древнего Рима.

## Ботаническое описание
Листья вытянутые крупные тёмно-зелёные, более приспособлена к холодному климату, стебель образуется быстрее кочана.

## Значение и применение

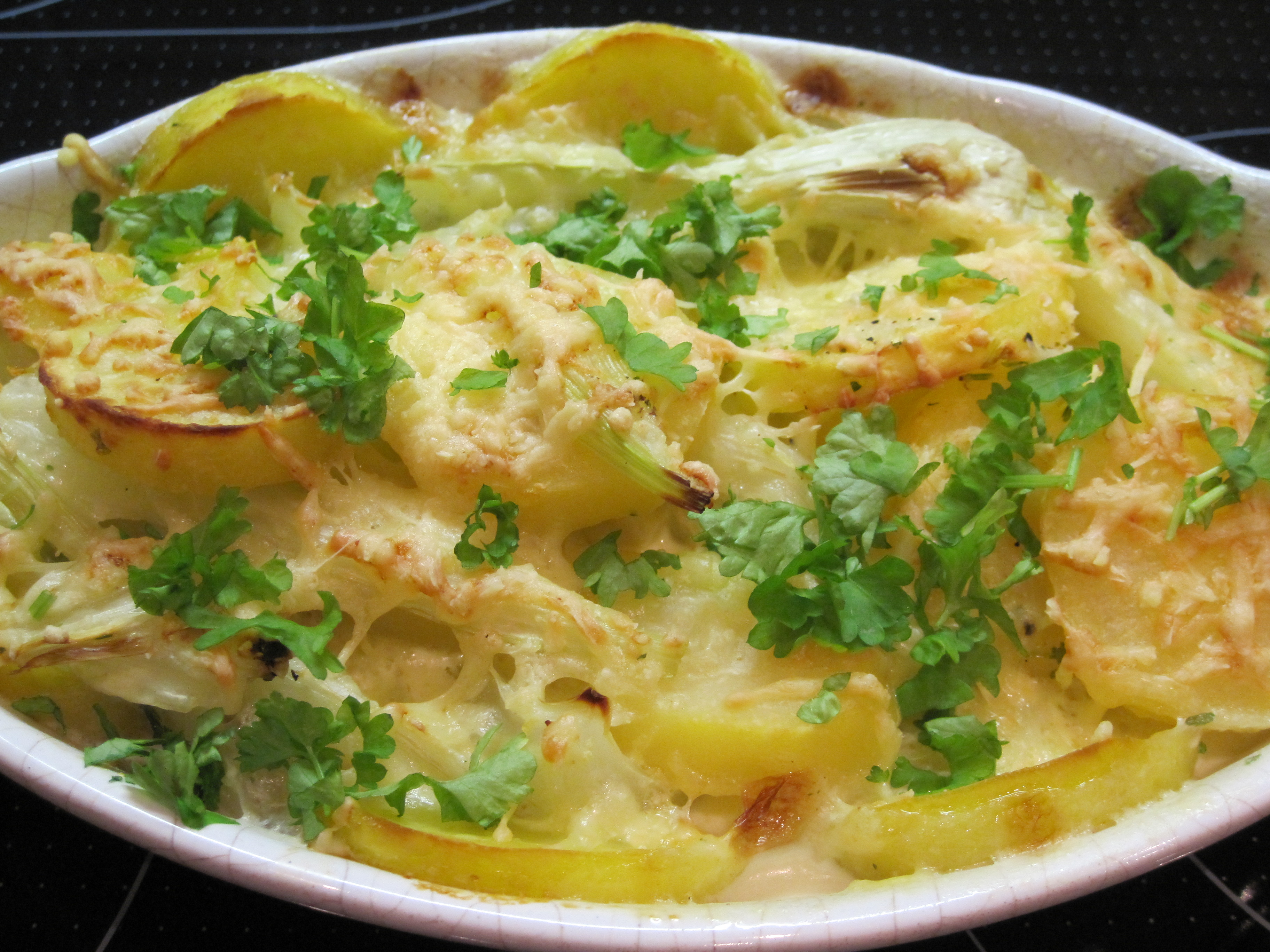
Запеканка из картофеля и кольраби

Съедобная часть кольраби — стебель, который в надземной части приобретает шаровидную или реповидную форму. Является ценным диетическим продуктом, мякоть богата глюкозой, фруктозой, соединениями серы, солями калия, витаминами В1, В2, РР, аскорбиновой кислотой. 

По содержанию витамина C кольраби превосходит лимон и апельсин.
На вкус напоминает кочерыжку капусты, но более сочная, сладковатая, без остроты, характерной для белокочанной капусты.